# AS Sotema
Association Sportive Sotema w skrócie AS Sotema – madagaskarski klub piłkarski z siedzibą w Mahajandze, występujący w niegdyś w pierwszej lidze madagaskarskiej.

## Sukcesy
- I liga[1]:
  - mistrzostwo (4):  1985, 1989, 1991, 1992.

- Puchar Madagaskaru[2]:
  - zwycięstwo (3):  1978, 1979, 1982.

## Występy w afrykańskich pucharach
| Sezon | Rozgrywki                 | Runda       | Kraj      | Klub                         | Dom | Wyjazd | Dwumecz      |
| ----- | ------------------------- | ----------- | --------- | ---------------------------- | --- | ------ | ------------ |
| 1979  | Puchar Zdobywców Pucharów | 1           | Mozambik  | CD Maxaquene                 | 1–0 | 3–0    | 4–0          |
| 1979  | Puchar Zdobywców Pucharów | 2           | Lesotho   | Maseru United                | 4–1 | 1–0    | 5–1          |
| 1979  | Puchar Zdobywców Pucharów | ćwierćfinał | Nigeria   | Bendel Insurance FC          | 2–0 | 0–2    | 2–2 (k. 3–5) |
| 1980  | Puchar Zdobywców Pucharów | 1           | Tanzania  | Pan African SC               | 1–1 | 3–4    | 4–5          |
| 1983  | Puchar Zdobywców Pucharów | 1           | Lesotho   | Maseru Rovers                | 2–0 | 2–3    | 4–3          |
| 1983  | Puchar Zdobywców Pucharów | 2           | Zambia    | Green Buffaloes FC           | 0–0 | 0–2    | 0–2          |
| 1986  | Puchar Mistrzów           | wstępna     | Eswatini  | Manzini Wanderers FC         | 3–2 | 3–1    | 6–2          |
| 1986  | Puchar Mistrzów           | 1           | Zambia    | Nkana Red Devils             | 2–1 | 1–4    | 2–5          |
| 1990  | Puchar Mistrzów           | wstępna     | Botswana  | Botswana Defence Force XI FC | 1–0 | 1–2    | 2–2          |
| 1990  | Puchar Mistrzów           | 1           | Mauritius | Sunrise Flacq United SC      | 2–0 | 1–4    | 3–4          |
| 1992  | Puchar Mistrzów           | wstępna     | Mauritius | Sunrise Flacq United SC      | 0–1 | 3–2    | 3–3          |
| 1992  | Puchar Mistrzów           | 1           | Sudan     | Al-Hilal Omdurman            | –   | –      | –            |
| 1993  | Puchar Mistrzów           | wstępna     | Eswatini  | Mbabane Highlanders FC       | 2–0 | 1–0    | 3–0          |
| 1993  | Puchar Mistrzów           | 1           | Zimbabwe  | Black Aces FC                | –   | –      | –            |
| 1993  | Puchar Mistrzów           | 2           | Uganda    | Nakivubo Villa               | 0–2 | 2–6    | 2–8          |

## Stadion
Domowe mecze klub rozgrywa na stadionie o nazwie Stade Alexandre Rabemananjara w Mahajandze, który może pomieścić 2000 widzów.